# Tiedemannia
Tiedemannia är ett litet släkte blomväxter i familjen flockblommiga växter. Dess två arter fördes tidigare till släktet Oxypolis. Båda arterna är hemmahörande i Nordamerika.

## Arter
- Tiedemannia canbyi
- Tiedemannia filiformis